# Kassaolcsvár
Kassaolcsvár (szlovákul: Košické Oľšany) község Szlovákiában, a Kassai kerület Kassa-környéki járásában. Alsó- és Felsőolcsvár egyesítésével jött létre.

## Fekvése
Kassától 7 km-re keletre, a Tárca-folyó bal partján fekszik.

## Története
1288-ban „villa Olchwar” alakban említik először akkor, amikor az Aba nembeli Budun fia Dénes végrendeletében fogadott fiára, Dávid fia Amadéra hagyja. Ekkor Olcsvár már kiterjedt település, ahova a 13. században németeket telepítettek. Később a birtok az abaszéplaki apátságé lett. 1303-tól a birtok megoszlott, részben Szalánc várának uradalmához, részben az abaszéplaki apátsághoz tartozott. A két birtokos miatt a falu szintén két részre oszlott, melyek birtokosai 1337-ben Drugeth Vilmos és az apátság voltak. A pápai tizedjegyzék megemlíti Olcsvár István nevű papját is.
A trianoni diktátumig Abaúj-Torna vármegye Kassai járásához tartozott.

## Népessége
| Év:            | 1994. | 2004.    | 2014.   | 2024.   |
| -------------- | ----- | -------- | ------- | ------- |
| Emberek száma: | 843   | 1154     | 1262    | 1388    |
| Eltérés:       |       | +36,89 % | +9,35 % | +9,98 % |

| Év:            | 2023. | 2024.   |
| -------------- | ----- | ------- |
| Emberek száma: | 1363  | 1388    |
| Eltérés:       |       | +1,83 % |

2001-ben 1119 lakosából 996 szlovák, 94 cigány volt.
2011-ben 1211 lakosából 952 szlovák és 91 cigány.

## Neves személyek
- Alsóolcsváron született 1851-ben Olchváry Ödön hadtörténész, honvédőrnagy, katonai akadémiai tanár.
- Felsőolcsváron született 1873-ben Baradlai János gyógyszerész, gyógyszerésztörténész.

## Nevezetességei
- Szent István király tiszteletére szentelt, római katolikus temploma.

## Lásd még
- Alsóolcsvár
- Felsőolcsvár